# Cantó de Fontenay-sous-Bois-Oest
El cantó de Fontenay-sous-Bois-Oest és un antic cantó francès del departament de Val-de-Marne, que estava situat al districte de Nogent-sur-Marne. Comptava amb part del municipi de Fontenay-sous-Bois.
Al 2015 va desaparèixer i el seu territori va passar a formar part del nou cantó de Fontenay-sous-Bois.

## Municipis
- Fontenay-sous-Bois (part)

## Història
| Data d'elecció                           | Identitat             | Partit           | Qualitat |
| ---------------------------------------- | --------------------- | ---------------- | -------- |
| 1982-1988                                | Jean-Michel Baloup    | UDF-PR           |          |
| 1988-1994                                | Jean-François Voguet  | PCF UDF          |          |
| 1994-2008                                | Christophe Esclattier | RPR, després UMP |          |
| 2008-                                    | Liliane Pierre        | PCF              |          |
| les dades anteriors no són pas conegudes |                       |                  |          |
|                                          |                       |                  |          |

## Demografia
| A partir de 1990: Població sense dobles comptes |